# ウェルカムゲート

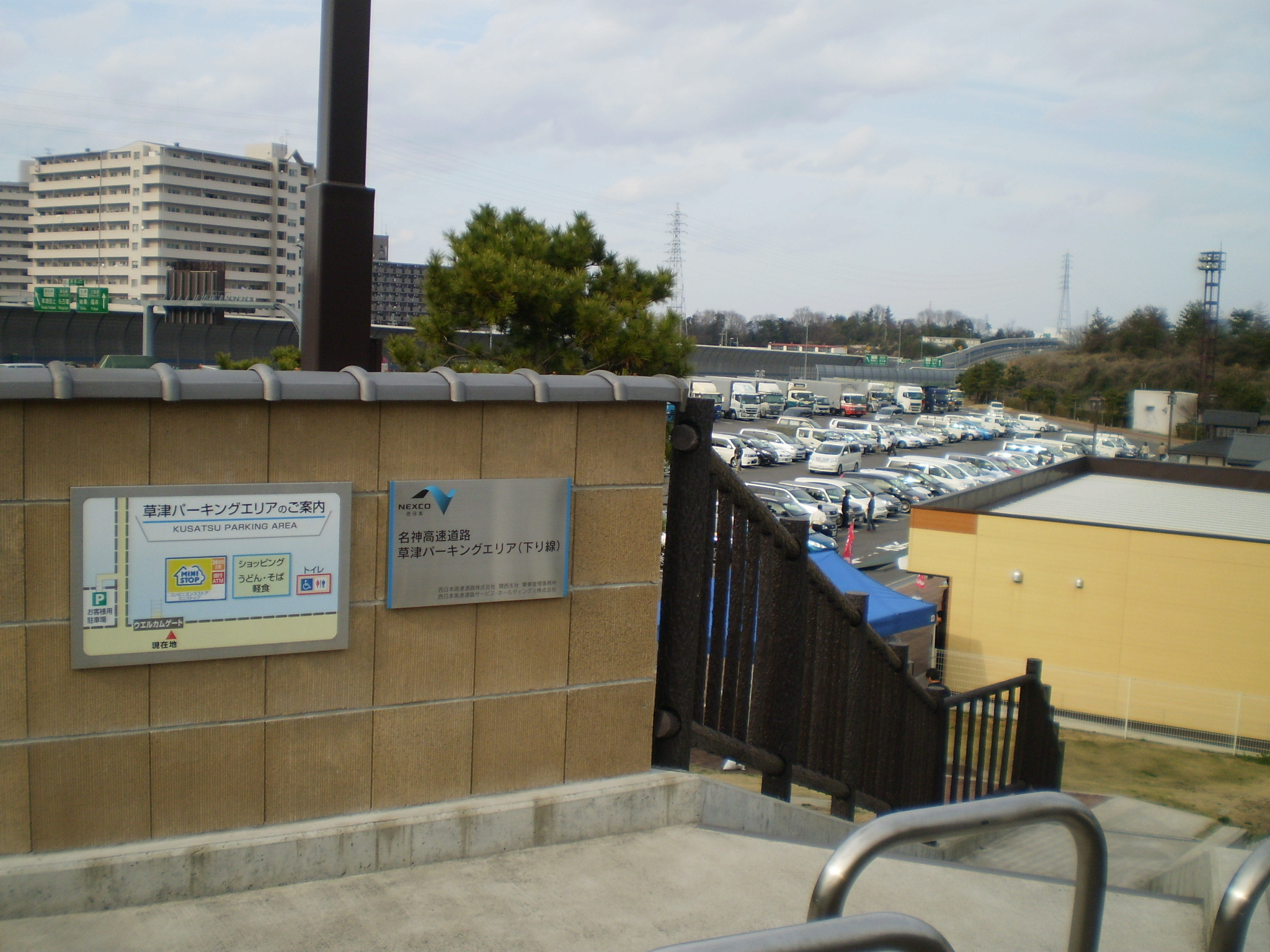
ウェルカムゲート
（名神高速道路・草津PA下り線）

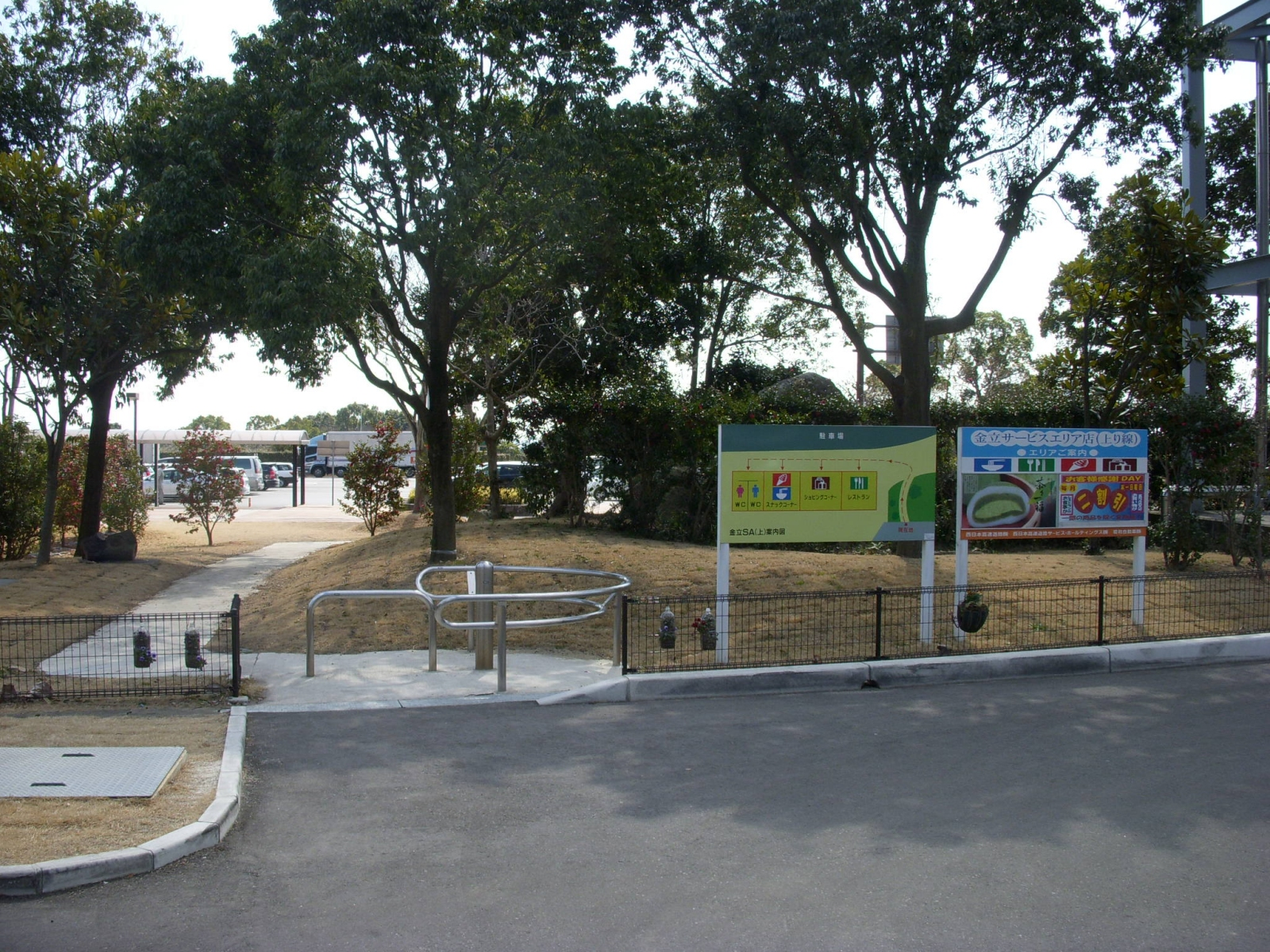
ウェルカムゲート
（長崎自動車道・金立SA上り線）

ウェルカムゲートは、西日本高速道路（NEXCO西日本）管内のサービスエリア（SA）やパーキングエリア （PA）を管理する西日本高速道路サービス・ホールディングスが設置し、一般道から施設が利用できるように設けた出入口の名称である。なお、このウェルカムゲートは、両社の登録商標ではない。
同様の出入口は、東日本高速道路（NEXCO東日本）管内や中日本高速道路（NEXCO中日本）管内、本州四国連絡高速道路（JB本四高速）のサービスエリアやパーキングエリアにも存在し、NEXCO東日本管内では「ウォークインゲート」、NEXCO中日本管内では「ぷらっとパーク」、本四高速では「コミュニティゲート（来島海峡SAに設置）」と呼んでいる。

## 概要
SA・PAの休憩施設の利用促進を図るために業務用出入口（元来はエリア従業員の通勤やエリアで販売される物資の搬入などにのみ用いられていたもの）を一般向けに開放したものであり、一般道から高速道休憩施設を利用できるように設置している。一般道からの利用者はSA・PAとは別に設けられた一般利用者向けの専用駐車場を使うようになっており、スマートインターチェンジの利用や、本線との車両の出入りはできない。
元が従業員用の出入口である観点から、場所によっては駐車が困難な施設もある。なお、ウェルカムゲートの開閉時間は、SA・PAによって異なっており、24時間開放している場所と時間帯により閉鎖する場所がある（後述の一覧を参照）。片方向のみ利用できる場所もある。
ハイウェイオアシスに似ているが、こちらは高速道路側から隣接施設を利用できるように設置したものであり若干異なる（ウェルカムゲートには隣接施設が存在しないことが多い）。
なお、ウェルカムゲートを経由して車に相乗りする行為は道路法第48条の11、高速自動車国道法第17条で禁止される「みだりな立ち入り」に抵触するとされており、ウェルカムゲートにも乗り合わせ禁止が明示されていることがある。
SAやPAにはバス停留所が設置されており、停留所への通路を介して一般道と出入りすることも可能だがウェルカムゲートとはならないこともある。

## 設置されているサービスエリア・パーキングエリア
エリア名の後ろはゲート開放時間
- E1 名神高速道路
  - 黒丸PA（上下線）：24時間
  - 菩提寺PA（下り線）：24時間[4]
  - 草津PA（上下線）：24時間
  - 桂川PA（上り線）：24時間[5]
- E1A 新名神高速道路
  - 宝塚北SA (上下線)[6] ：24時間
- E26 阪和自動車道
  - 岸和田SA（上下線）：24時間
- E27 舞鶴若狭自動車道
  - 西紀SA（上下線）：24時間[7]
- E2A 中国自動車道
  - 社PA（上り線）：24時間
  - 加西SA（上下線） : 上り線7時-21時・下り線7時-20時
  - 勝央SA（上り線） : 24時間
  - 七塚原SA（上り線） : 7時-22時[8]
  - 鹿野SA（上り線） : 8時-22時
  - 美東SA（上下線[9]） : 24時間
- E2 山陽自動車道
  - 三木SA（上下線） : 24時間
  - 権現湖PA（上下線） : 上り線7時-23時 下り線 権現総合公園の開園時間内にご利用可[10]
  - 龍野西SA（上下線） : 7時-22時
  - 吉備SA（上下線） : 上り線24時間 下り線7時-22時
  - 福山SA（上下線） : 7時-22時
  - 小谷SA（上下線） : 上り線7時-22時 下り線24時間
  - 奥屋PA（上り線） : 24時間
  - 沼田PA（上下線） : 上り線7時-19時 下り線24時間
  - 下松SA（上下線） : 24時間
- E73 岡山自動車道
  - 高梁SA （上下線）
- E94 第二神明道路
  - 明石SA（上下線） : 7時-21時
- E73 米子自動車道
  - 大山PA（上り線） : 8時-20時
- E74 浜田自動車道
  - 寒曳山PA（上り線） : 24時間
- E11 高松自動車道
  - 津田の松原SA（下り線） : 24時間[11]
  - 府中湖PA（上り線） : 24時間
  - 豊浜SA（上り線） : 24時間
- E32 徳島自動車道
  - 上板SA（上下線） : 7時-21時
  - 吉野川SA（下り線） : 24時間
- E32 高知自動車道
  - 南国SA（上下線） : 上り線7時-22時 下り線6時-21時
- E11/E56 松山自動車道
  - 伊予灘SA（上下線） : 7時-22時[12]
  - 石鎚山SA（下り線） : 24時間
- E2A 関門橋
  - 壇之浦PA（下り線） : 24時間
- E3 九州自動車道
  - 古賀SA（上下線） : 24時間
  - 須恵PA（上下線） : 24時間
  - 基山PA（上下線） : 24時間
  - 広川SA（下り線） : 24時間
  - 玉名PA（上り線） : 8時-21時
  - 宮原SA（上下線） : 上り線24時間・下り線7時-22時
  - 山江SA（上下線） : 24時間
  - 桜島SA（上下線） : 7時-22時[13]
- E10 東九州自動車道
  - 今川PA（上下線）：24時間
- E34 長崎自動車道
  - 金立SA（上下線） : 24時間
  - 大村湾PA（上下線） : 24時間
- E34 大分自動車道
  - 山田SA（上下線） : 7時-22時
- E10 宮崎自動車道
  - 霧島SA（下り線） : 7時-22時
  - 山之口SA（上下線） : 24時間[14][15]
- E58 沖縄自動車道
  - 中城PA（下り線） : 8時-20時
  - 伊芸SA（上り線） : 9時-21時